# Пресловутое поколение: Зелёный слоник 2
«Пресловутое поколение: Зелёный слоник 2» — российский художественный фильм режиссёра Дениса Стрелецкого, сиквел картин «Зелёный слоник» и «Обезьяна, страус и могила». Главные роли в нём сыграли Владимир Епифанцев, Виктор Лебедев, Ариэль Ласкер и видеоблогер Внук Елькина.

## Сюжет
Нервный молодой человек Ярослав Октябрев, снимающий угол у грубого телезрителя Хозяина, получает задание разыскать секретные документы, утраченные на военной базе «ЗС» («Зеленый Слоник»). Для этого ему нужно всего лишь проконсультировать по видеозвонку находящегося там бывшего военного с позывным «братишка» (его вновь играет Владимир Епифанцев), однако тот оказывается абсолютно неуправляемым шизофреником. Как успокоить «братишку», знает лишь его бывший сослуживец, а ныне сумасшедший блогер по имени Геннадий Горин (основан на реальном одноимённом блогере). Вдобавок ко всему, заказчик начинает угрожать Ярославу расправой, если он не успеет всё сделать за пару часов, из-за чего казалось бы пустяковое задание вдруг оборачивается настоящей катастрофой.

## В ролях
- Владимир Епифанцев — Братишка / солдат Блинов Леонид Матвеевич
- Ариэль Ласкер — Ярослав Октябрев
- Внук Елькина — капитан Топтыгин
- Стас Барецкий — Девяностик
- Макс Орех — хозяин квартиры
- Алексей Подольский — генерал Гофман
- VEGMAO — полковник
- Киприян Новаковский — Богдан (в титрах: Михаил Яненков)
- Евгений Ешелькин — солдат на базе
- Юрий Хованский — профессор Радонежский
- Алексей Панин — кинокритик
- Всеволод Лисовский — зритель
- Канат Ибрагимов — голодный художник
- Алексей Хлыстов — десантник
- Владимир Налимов — Саня Пушкин
- Вадим Ананьев — Кабан
- Олег Мавроматти — телеведущий
- Сергей Креститель — майор Пригожин (в титрах не указан)
- Денис Стрелецкий (Ро98) — камео (в титрах не указан)
- Виктор Лебедев — Геннадий Горин (в титрах не указан)

## Производство и премьера
«Пресловутое поколение» стало сиквелом сразу двух фильмов — «Зелёный слоник» и «Обезьяна, страус и могила». Режиссёром стал Денис Стрелецкий, также известный под псевдонимом Ро98, а Владимир Епифанцев вернулся к роли «Братишки». Производством занимались кинокомпания «Egg Stone Production» и творческое объединение «ФУРОР». О завершении съёмок стало известно 24 сентября 2022 года. В ноябре 2022 года вышел трейлер. По словам режиссёра, фильм не получил прокатного удостоверения на территории РФ.
Премьера фильма состоялась 5 февраля 2023 года.

## Восприятие
«Зелёный слоник 2» был неоднозначно воспринят первыми зрителями. Его критиковали за проблемы с гармоничностью и связностью сюжета, за отсутствие структуры и выразительности. Психоделичность фильма вызывала смешанные ощущения у критиков: одни находили её необычной и интересной, другие — излишней, навязчивой, мешающей полноценному восприятию фильма.
При всём этом картину хвалили за явную дань уважения к оригинальному фильму. Критики находили отсылки к «Зелёному слонику», восхищались усилиями съёмочной группы сохранить некоторые ключевые моменты и атмосферу первого фильма, но при этом у многих зрителей также возникли вопросы о надобности сиквела к первой части.

## Продолжение
В интервью порталу Cyprus Butterfly продюсер Сергей Креститель рассказал, что, возможно, и появление третьей части «Зелёного слоника», но «это будет кино другого масштаба. Для третьей части нужен серьёзный бюджет». Продюсер уточнил, что «Пресловутое поколение: Зелёный слоник 2» «снимался с нулевым бюджетом».